# Сант'Антонио (Месина)
Сант'Антонио је насеље у Италији у округу Месина, региону Сицилија.
Према процени из 2011. у насељу је живело 237 становника. Насеље се налази на надморској висини од 505 м.